# Vladimir Diaconovici
Vladimir Diaconovici (n. 1894, comuna Mingir, ținutul Ismail, Imperiul Rus – d. secolul al XX-lea) a fost un deputat din Sfatul Țării, organismul care a exercitat puterea legislativă în Republica Democratică Moldovenească, în perioada 1917-1918.

## Biografie
În 1917 studia la Institutul de Comerț din Kiev.

## Activitatea politică
În octombrie 1917 a fost înscris pe lista candidaților cooperatorilor moldoveni pentru alegerile pentru Adunarea Constituantei Ruse. La 20 octombrie 1917 a făcut parte din Comitetul Executiv Gubernial al Sovietului de deputați ai țăranilor, rămânând în această poziție și după Congresul țăranilor din ianuarie 1918. Menirea acestui Congres era eliminarea din Sfatul Țării a deputaților români naționaliști care luptau pentru cauza română și înlocuirea lor cu delegați fideli cauzei rusești. În acest sens, au fost trimiși adversari  ai curentului național românesc la Țiganko, Buciușcan, Inculeț și Diaconovici.
Diaconovici a fost membru al fracției țărănești și a fost delegat de Congresul regional al Sovietului de deputați ai țăranilor pentru a face parte din Sfatul Țării. A avut mandat de deputat în cadrul acestuia din 21 noiembrie 1917 până la 26 noiembrie 1918. În cadrul Sfatului, a făcut parte din comisiile școlară și constituțională.

A participat la ședința Sfatului din 27 martie 1918 privind unirea Basarbiei cu România, unde a cerut ca votarea să se facă prin vot secret. El considera că: 
„numai votul secret poate da fiecărui deputat posibilitatea, fără ingerințe din partea oricui ar fi, să-și spună cuvântul său în această chestiune atât de importantă pentru întreaga țară”
. Propunerea sa a fost respinsă, motiv pentru care a ieșit din sala de ședință. Drept consecință, a fost considerat absent.